# Jarosław Sypniewski
Jarosław Sypniewski (ur. 1 sierpnia 1957 w Zabrzu) – polski reżyser i operator filmowy. W roku 1980 ukończył studia na Wydziale Operatorskim PWSFTviT w Łodzi.

## Filmografia

### Reżyser
- Świadek koronny (2007)
- Odwróceni odc. 4-6 (2007)
- Na Wspólnej (2003–2010)
- M jak miłość (2000–2010)

### Operator kamery
- Shadowman (1988)
- Grzechy dzieciństwa (1980)